# 孙济民
孙际明（1908年—？），又名孙济民，化名卡纳洛夫，中华民国政治人物。
早年留学苏联，是二十八个半布尔什维克之一，在中山大学期间是王明的主要支持人之一。1932年，任中国共产主义青年团上海局组织部部长，后在上海被捕。，随后变节，担任中国国民党中央党部记者，最后不知所终。